# Pimpla nipponica
Pimpla nipponica är en stekelart som beskrevs av Tohru Uchida 1928. Pimpla nipponica ingår i släktet Pimpla och familjen brokparasitsteklar. Inga underarter finns listade i Catalogue of Life.